# 로션

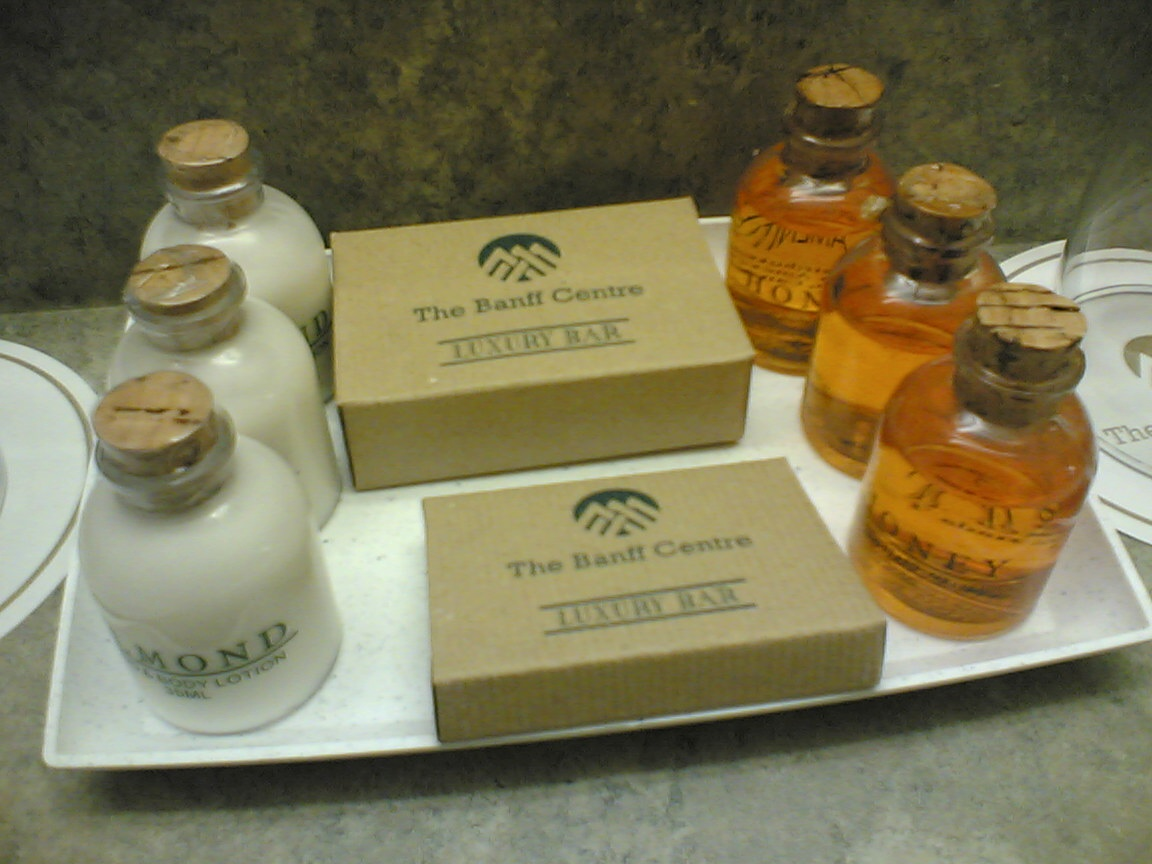
반프 센터의 로션과 샴푸

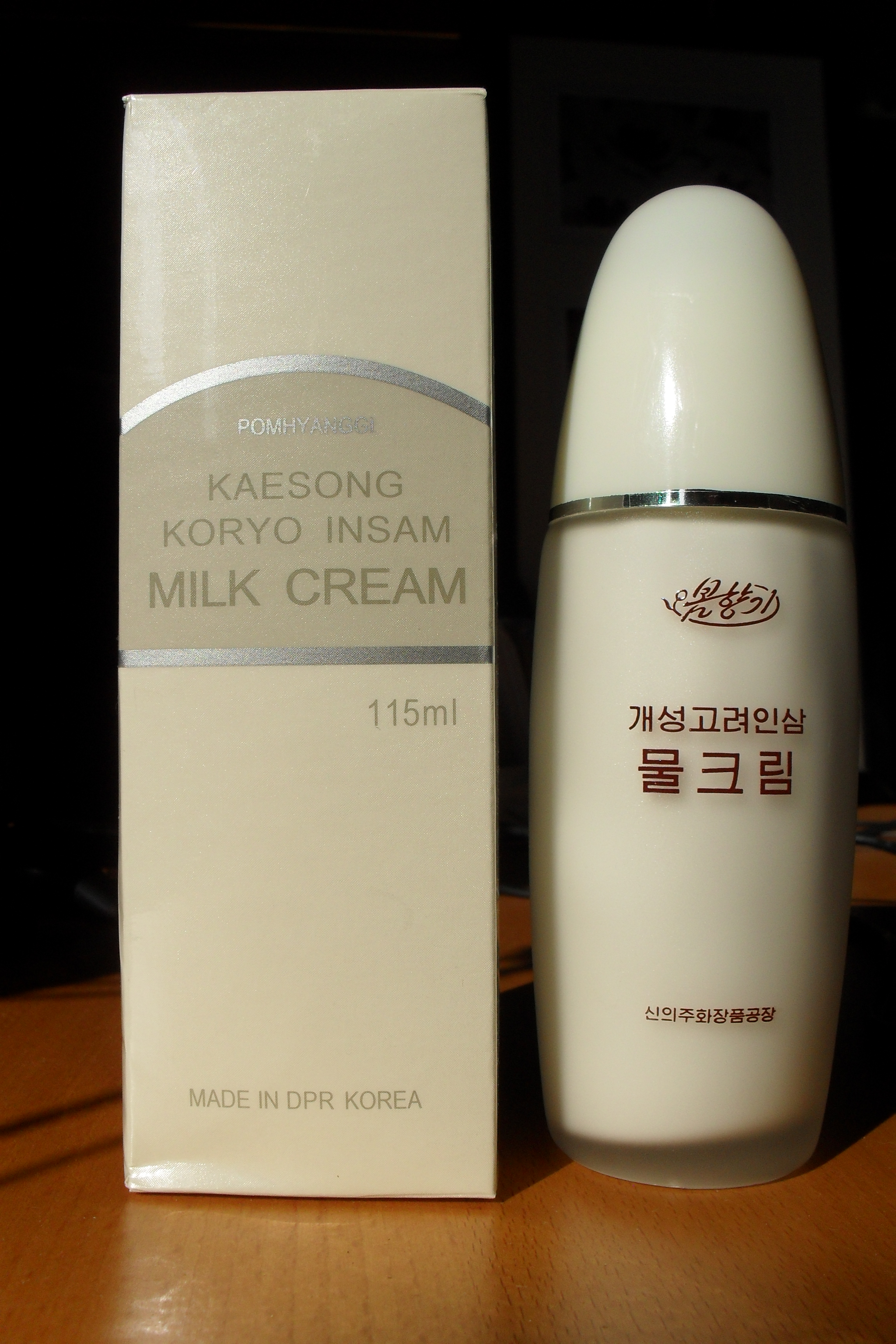
개성고려인삼 물크림

로션(영어: Lotion, 문화어: 로숀, 기름크림, 살결물, 물크림)은 점성이 낮고 더운 지역에 대비하기 위한 화장수이며 피부가 상하지 않게 도와준다. 크림과 젤은 높은 점성을 지니고 있다. 대부분의 로션은 수중유 에멀션(유상액)으로 되어 있다.
로션은 피부에 다음과 같은 것을 전달한다.
- 항생제
- 살균제
- 항균제
- 코르티코스테로이드
- 여드름 방지 에이전트
- 칼라민과 같은 피부염증 치료제

## 같이 보기
- 스킨 토너
- 크림 (약물)
- 연고